# Lizartza
Lizartza é um município da Espanha na província de Guipúscoa, comunidade autónoma do País Basco, de área 12,33 km² com população de 614 habitantes (2004) e densidade populacional de 48,59 hab/km².

## Demografia
| Variação demográfica do município entre 1991 e 2004 | Variação demográfica do município entre 1991 e 2004 | Variação demográfica do município entre 1991 e 2004 | Variação demográfica do município entre 1991 e 2004 |
| --------------------------------------------------- | --------------------------------------------------- | --------------------------------------------------- | --------------------------------------------------- |
| 1991                                                | 1996                                                | 2001                                                | 2004                                                |
| 697                                                 | 644                                                 | 581                                                 | 601                                                 |